# Tomb Raider : La Légende de Lara Croft
Tomb Raider : La Légende de Lara Croft (Tomb Raider: The Legend of Lara Croft) est une série télévisée d'animation pour adultes américaine développée par Tasha Huo diffusée depuis le 10 octobre 2024 partout dans le monde sur le service Netflix, incluant les pays francophones.
Il s'agit de la seconde adaptation animée de la franchise de jeux vidéo Tomb Raider, après la mini-série Revisioned: Tomb Raider (2007). Elle se déroule dans la continuité de la trilogie entamée avec le reboot de 2013 et prend place après les événements du jeu Shadow of the Tomb Raider (2018).

## Synopsis
Quelque temps après son dernier affrontement contre la Trinité à Paititi, Lara Croft est maintenant libre de vivre sa vie, mais elle reste toujours marquée par les évènements passés, notamment la mort de Conrad Roth sur l'île du Yamatai dont elle se sent responsable. Elle fuit donc ses responsabilités en voyageant à travers le monde.
Néanmoins, quand elle se décide enfin à rentrer chez elle au manoir des Croft afin de faire don des artefacts de son père et Roth pour pouvoir tourner la page, un homme s'introduit chez elle pour voler une boîte qu'elle avait découverte lors d'une expédition avec Roth au Chili trois ans plus tôt. Le contenu de la boîte pouvant causer une véritable menace, Lara n'a d'autres choix que de repartir à l'aventure.

## Distribution

### Voix originales

#### Acteurs principaux
- Hayley Atwell : Lara Croft
- Earl Baylon : Jonah Maiava
- Allen Maldonado (en) : Zip

#### Acteurs récurrents
- Richard Armitage : Charles Devereaux
- Zoe Boyle : Camilla Roth
- Roxana Ortega : Abby Ortiz
- Nolan North : Conrad Roth

#### Acteurs invités
- Mara Junot : Joslin Reyes
- Karen Fukuhara : Sam Nishimura
- Ming-Na Wen : Eva Tong
- Xanthe Huynh (en) : Daji
- Stan Walker : Leo
- Jonathan Roumie (en) : Winston
- Rachel Rosenbloom : Elvan Kaya
- Ben Prendergast : Richard Croft

### Voix françaises

#### Acteurs principaux
- France Renard : Lara Croft
- Laurent Gris : Jonah Maiava
- Jean-Baptiste Anoumon : Zip

#### Acteurs récurrents
- Arnaud Léonard : Charles Devereaux
- Adeline Moreau : Camilla Roth
- Nathalie Doudou : Abby Ortiz
- Olivier Bénard : Conrad Roth

#### Acteurs invités
- Yumi Fujimori : Eva Tong
- Baptiste Marc : Leo

## Production

### Développement
En janvier 2021, Legendary Entertainment annonce qu'ils vont produire une adaptation télévisée et animée de la franchise Tomb Raider. Il est confirmé que la série s'inspirera des séries d'animations japonaise et que Tasha Huo en sera le showrunner.
Lors de l'annonce de la série, il est dévoilé qu'elle se déroule dans la continuité de la trilogie entamée avec le reboot de 2013 par Crystal Dynamics. Son intrigue démarre donc après le dernier volet de la trilogie vidéoludique, Shadow of the Tomb Raider (2018).

### Distribution des rôles
L'actrice britannique Hayley Atwell signe pour prêter sa voix à Lara Croft en septembre 2021. Elle est suivie par Earl Baylon qui reprendra le rôle de Jonah Maiava qu'il tenait dans les jeux.
En novembre 2021, Allen Maldonado rejoint la distribution pour le rôle de Zip, un personnage de la franchise introduit dans le jeu Tomb Raider : Sur les traces de Lara Croft (2000) et qui n'était pas apparu dans la franchise depuis le jeu Tomb Raider: Underworld (2008). Il s'agit de sa première apparition dans l'univers du reboot de 2013.

### Fiche technique
- Titre original : Tomb Raider: The Legend of Lara Croft
- Titre francophone : Tomb Raider : La Légende de Lara Croft
- Développement : Tasha Huo
- Musique : Pınar Toprak et Gerrit Wunder
- Producteur délégués : Dallas Dickinson, Noah Hughes, Brad Graeber, Jen Chambers, Dmitri M. Johnson, Howard Bliss, Timothy I. Stevenson, Jacob Robinson et Tasha Huo
- Sociétés de production : Legendary Television, Crystal Dynamics, DJ2 Entertainment, Powerhouse Animation et Panda Burrow
- Sociétés de distribution : Netflix (télévision)
- Pays d'origine :  États-Unis
- Langue originale : anglais
- Format : Couleur
- Genre : série d'aventures
- Durée : 23-35 minutes

 Sauf indication contraire, les informations mentionnées dans cette section peuvent être confirmées par la base de données cinématographiques IMDb,  présente dans la section « Liens externes ».

## Épisodes

### Première saison (2024)
1. Le premier pas (A Single Step)
2. Une suite de mensonges que personne ne conteste (A Set of Lies Agreed Upon)
3. Malédiction (Living Midnight)
4. Grands mensonges, petits secrets (Big Lies, Small Secrets)
5. Whanaungatanga
6. Le Chemin de l'Esprit magique (The Spirit Way)
7. Yin-Yang (Yinyang)
8. Un voyage de mille kilomètres (A Journey of a Thousand Miles)